# Kaloula latidisca
Espèce
Kaloula latidisca est une espèce d'amphibiens de la famille des Microhylidae.

## Répartition

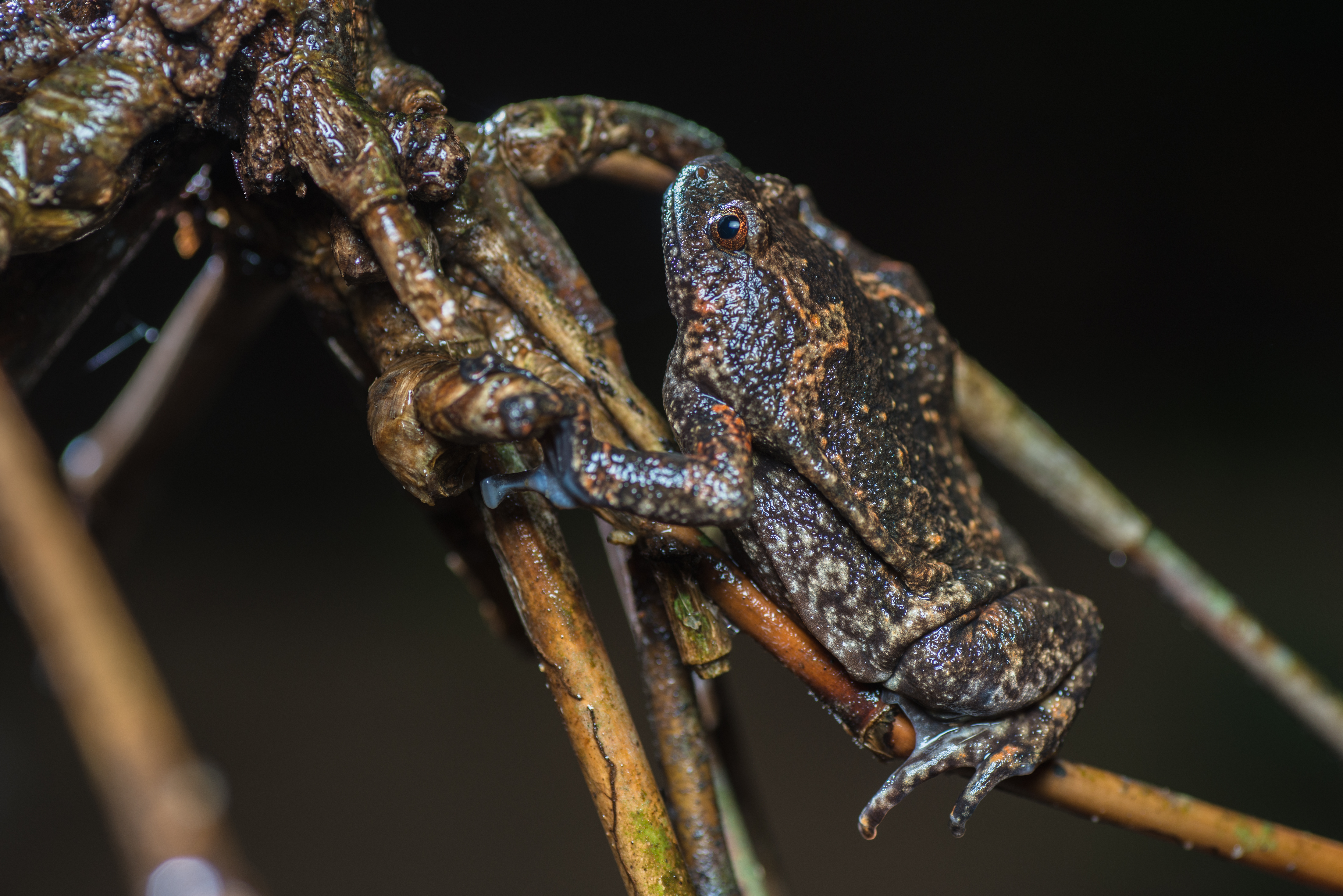
Kaloula latidisca, parc national de Khao Sok, Thaïlande

Cette espèce est endémique du Kedah en Malaisie.
Elle est aussi présente en Thaïlande.

## Description
Les mâles mesurent de 49,2 à 56,2 mm.

## Publication originale
- Chan, Grismer & Brown, 2014 : Reappraisal of the Javanese Bullfrog complex, Kaloula baleata (Müller, 1836) (Amphibia: Anura: Microhylidae), reveals a new species from Peninsular Malaysia. Zootaxa, no 3900, p. 569–580.